# Pikavci na plaži
Pikavci na plaži je roman Marka Vidojkovića o putovanju u Čanj u predsezoni. Pikavci na plaži su roman o petnaestogodišnjacima zarobljenim u telima dvadesetpetogodišnjaka. Noćno putovanje železnicom u Čanj simbol je smrti i pakla, simbol je onoga što se dešava u glavnim junacima, suočenim sa dosadnom svakodnevicom i odsustvom gotovo svake nade da će se nešto u njihovim životima promeniti. Čvrsto opredeljen za neku vrstu generacijske hronike, Vidojković u ovoj knjizi govori o sudbinama mladih ljudi, o njihovim teškoćama da u jednom nakaznom društvenom ambijentu izgrade sopstveni identitet. Otuda nije nimalo slučajno što su Vidojkovićeve priče okrenute posebnoj stvarnosti i što su njegovi junaci istovremeno i grubi i nežni. Što su oni i ranjeni i oni koji ranjavaju.